# Christopher and His Kind
Christopher and His Kind é um telefilme britânico de 2011, do gênero drama romântico-biográfico, dirigido por Geoffrey Sax, com roteiro baseado na autobiografia homônima de Christopher Isherwood.

## Sinopse
Narra a história do escritor Christopher Isherwood em sua juventude na Alemanha da República de Weimar, no começo da década de 1930. O filme foi adaptado por Kevin Elyot a partir da autobiografia homônima de Isherwood.

## Elenco
- Matt Smith como Christopher Isherwood
- Douglas Booth como Heinz Neddermeyer
- Imogen Poots como Jean Ross
- Pip Carter como W. H. Auden
- Toby Jones como Gerald Hamilton
- Alexander Dreymon como Caspar
- Tom Wlaschiha como Gerhardt Neddermeyer
- Issy Van Randwyck como Fräulein Thurau
- Gertrude Thoma como Lili Neddermayer
- Lindsay Duncan como Kathleen Isherwood
- Perry Millward como Richard Isherwood
- Iddo Goldberg como Wilfrid Landauer
- Will Kemp como Bobby Gilbert
- Stuart Graham como oficial de passaportes

## Recepção crítica
Sam Wollaston do The Guardian elogiou fortemente Christopher and His Kind, citando um excelente desempenho de Smith, a quem ele chama de "atraentemente libertino, completamente desonroso, charmoso, elegante, inteligente e engraçado" e compara favoravelmente às performances de John Hurt como Quentin Crisp. Ele também elogiou vários outros artistas e aplaudiu o filme por sua magistral evocação de seu período de tempo, concluindo: "Brilhante, drama de primeira linha, muito bem." Michael Hogan, do The Sunday Telegraph, concordou com esta avaliação, chamando o filme de "bem filmado, recriando amorosamente o período, mas com uma sensação cintilante e irônica - sem mencionar algumas cenas de sexo vigorosas - que o impede de se tornar olhos muito turvos". Ele repetiu os elogios pelas atuações de Smith e do elenco de apoio.
Menos impressionado ficou John Lloyd, do Financial Times, que achou as cenas de sexo gay desconcertantes. Além disso, ele achou que a atuação não foi intensa o suficiente, achando as cenas entre Christopher e sua mãe as mais eficazes. O filme, concluiu ele, “não foi ótimo, mas foi feito com bravura, mesmo assim”.